# Guerres de Messénie
Les guerres de Messénie sont un ensemble de trois guerres menées par Sparte contre les Messéniens, puis contre les hilotes. 
Les sources à ce sujet sont rares : nous disposons d'allusions du poète élégiaque Tyrtée, et de passages de Pausanias, qui lui-même s'appuie sur Myron de Priène pour la première, et sur l'épopée de Rhianos pour la seconde.

## Première guerre
Elle date de la fin du VIIIe siècle av. J.-C. et naît de griefs réciproques entre Sparte et la Messénie. Surtout, Sparte recherche des terres supplémentaires pour assurer sa croissance. Comme le note Tyrtée, la Messénie est « bonne à labourer, bonne à planter », et le roi Polydore affirme s'attaquer à la partie de ce territoire qui n'est pas encore allotie. 
La guerre est en fait une série de coups de main ou de sièges, sans grande bataille décisive. L'armement des soldats n'est pas encore l'équipement hoplitique, et la phalange n'est pas encore pratiquée. Sparte est assistée par des mercenaires de Crète et de Corinthe, tandis que la Messénie bénéficie du soutien arcadien et des troupes d'Argos et de Sicyone.
Le conflit dure 19 ans, selon Tyrtée, à l'issue desquels Sparte remporte la victoire. La forteresse de l'Ithômé, dernier bastion messénien, est détruite. L'aristocratie messénienne s'enfuit dans les cités alentour, tandis que le peuple est obligé de verser la moitié de sa production agricole à ses nouveaux maîtres.

## Deuxième guerre
La deuxième guerre naît du désir de revanche des Messéniens, dû à une domination encore partielle de Sparte. Selon Tyrtée, elle a lieu deux générations après la première. Pausanias, lui, donne des dates, mais s'emmêle dans sa chronologie, et donne en fait trois périodes possibles. La troisième, qui borne la guerre de 670 à 657 av. J.-C., paraît la plus vraisemblable.
L'une des grandes nouveautés de cette guerre est l'apparition de la phalange, qui favorise d'abord les Messéniens appuyés par les Argiens. C'est une terrible nouveauté pour Sparte qui est défaite à Hysiai vers 669 av. J.-C. — nouveauté décrite par Tyrtée, dont les élégies semblent avoir été écrites pour aider les combattants à supporter le choc hoplitique. Finalement, Sparte l'emporte par la bataille du Grand Fossé, notamment grâce à la trahison d'Aristocrate II, roi d'Orchomène, cité alliée des Messéniens. La guerre devient ensuite une série de raids et de coups de main, comme lors de la première guerre. 
À l'issue de la guerre, la Messénie est annexée. Une partie des habitants, ceux de la plaine, est réduite à l'état d'Hilotes, tandis que ceux des cités côtières prennent le statut de cités périèques.

## Troisième guerre
Après les deux premières guerres, la Messénie n'est encore qu'imparfaitement soumise. La cité de Tégée, par exemple, aide toujours en sous-main une guérilla messénienne, malgré un traité avec Sparte.
En 464 av. J.-C., un grand tremblement de terre secoue la Laconie. Presque toutes les maisons de Sparte sont détruites, le gymnase s'effondre, tuant la majorité des éphèbes qui s'y entraînent. Alors que l'armée spartiate était en route vers Thasos pour l'aider dans sa révolte contre Athènes, les Messéniens se révoltent, à la fois les Hilotes messéniens (ceux de Laconie participent, mais minoritairement) et les cités périèques de la côte (Thouria et Aithaia).
La guerre est loin d'être évidente pour Sparte. Dès 499 av. J.-C., Aristagoras avait prévenu les Spartiates de se méfier des Messéniens, presque aussi forts qu'eux. De fait, Sparte doit faire appel à ses alliés, Égine, Platées, Mantinée et même Athènes. La bataille de Stenyclaros à elle seule coûte la vie à 300 Homoioi.
La guerre s'achève en 454 av. J.-C. sur un compromis. Ceux qui tiennent la forteresse de l'Ithômé doivent quitter le Péloponnèse — ils sont ensuite installés à Naupacte par les Athéniens. La troisième guerre de Messénie reste un traumatisme pour Sparte pour qui la victoire fut difficile à emporter. La violence à l'égard des hilotes redouble ensuite, notamment dans le cadre de la cryptie.